# Obserwatorium Astronomiczne GSA im. prof. Roberta Głębockiego
Obserwatorium Astronomiczne im. profesora Roberta Głębockiego – obserwatorium astronomiczne znajdujące się w Gdańsku, na terenie Gdańskich Szkół Autonomicznych przy ul. Osiek 11/12. Obserwatorium otwarto 30 sierpnia 2009 roku i nadano mu imię na cześć profesora Roberta Głębockiego, astronoma i wieloletniego wykładowcy na Uniwersytecie Gdańskim. W obserwatorium regularnie odbywają się zajęcia dla uczniów Gdańskich Szkół Autonomicznych i uczniów szkół z Trójmiasta.

## Wyposażenie obserwatorium
- Kopuła obserwacyjna o średnicy 3,2 m,
- Teleskop, refraktor apochromatyczny firmy Telescope Engineering Company TEC 160 ED F/8 o ogniskowej 1280 mm,
- Teleskop słoneczny firmy Lunt z filtrem Hα i 60 mm obiektywem
- Montaż paralaktyczny New Atlux z systemem goto firmy Vixen,
- Kamera SBIG ST-8XME z kołem filtrowym CFW9 i filtrami Baader Planetarium.